# Izza Génini
Izza Génini (Casablanca, 1942) es una directora y productora de cine marroquí. Ha vivido y trabajado en París desde 1960.

## Biografía
Izza Génini nació en Casablanca en 1942 en una familia judía.
Génini decidió iniciar una carrera al cine después de estudiar literatura y lenguas extranjeras en la Sorbona y en el Institut national des langues et civilisations orientales, ambos en París. En 1973, fundó Sogeav, una sociedad para la distribución de películas francesas en los países africanos de habla francesa, la distribución de películas africanas en el extranjero y la producción de las películas El Hal y Transes, esta última dirigida por Ahmed El Maanouni. Más tarde, Martin Scorsese remasterizaría esta película en su World Cinema Project, con una entrevista con Génini incluida en el disco. En 1987, Génini inició la producción de una serie documental sobre música tradicional marroquí llamada Maroc, corps et âme (Marruecos, cuerpo y alma) que consta de quince episodios.
De 1970 a 1986 fue directora de producción de Club 70, una cineteca privada.
Génini fue parte de la organización de homenaje dedicada a la memoria de Simon Lévy, quien tuvo misión preservar la herencia judeo-marroquí.